# 여수문수초등학교
여수문수초등학교는 대한민국 전라남도 여수시 문수동에 있는 공립 초등학교이다.

## 학교 연혁
- 1992년 10월 4일 여수서산국민학교 개교(23학급)(한려에서 분리)
- 1993년 2월 1일 여수문수국민학교로 명칭 변경
- 1996년 3월 1일 여수문수초등학교로 개칭
- 1996년 3월 1일 부영초등학교 분리(25학급) 이관
- 1999년 3월 1일 좌수영초등학교 분리(9학급) 이관
- 2014년 3월 20일 문수관 개관
- 2018년 9월 1일 제12대 배도원 교장 부임
- 2019년 2월 15일 제27회 졸업식(24명, 누계 3108명)
- 2019년 3월 1일 일반 6학급, 특수 1학급, 유치원 2학급 편성
- 2019년 유치원 교실 환경 개선
- 2025년 3월 1일 일반 17학급, 특수 1학급, 유치원 2학급 편성

## 참고 자료
- 여수문수초등학교 - 한국교육학술정보원 학교알리미